# Sterna repressa
La sterna guancebianche (Sterna repressa, Hartert, 1916), è un uccello della sottofamiglia Sterninae nella famiglia Laridae.

## Tassonomia
Sterna repressa non ha sottospecie: è monotipica.

## Distribuzione e habitat
Questa sterna vive nella Penisola Arabica dallo Yemen e l'Oman a sud fino a Israele e Iraq a nord, in Iran, Pakistan e India, e in Africa orientale, dall'Egitto alla Tanzania. È di passo in Sudafrica.